# Andrew Sznajder
Andrew Sznajder (Preston, 25 maggio 1967) è un ex tennista canadese.

## Carriera
In carriera ha raggiunto una finale nel singolare all'ATP Rio de Janeiro nel 1990. Nei tornei del Grande Slam ha ottenuto il suo miglior risultato raggiungendo il secondo turno nel singolare all'Open di Francia nel 1989 e nel 1990, agli US Open nel 1989 e agli Australian Open nel 1990.
In Coppa Davis ha giocato un totale di 24 partite, ottenendo 14 vittorie e 10 sconfitte.

## Statistiche

### Singolare

#### Finali perse (1)
| Numero | Anno          | Torneo                             | Superficie | Avversario in finale | Punteggio |
| 1.     | 8 aprile 1990 | ATP Rio de Janeiro, Rio de Janeiro | Sintetico  | Luiz Mattar          | 4-6, 4-6  |